# B. Meenakshipuram
B. Meenakshipuram es una ciudad y nagar Panchayat situada en el distrito de Theni en el estado de Tamil Nadu (India). Su población es de 7846 habitantes (2011). Se encuentra a 29 km de Theni.

## Demografía
Según el censo de 2011 la población de B. Meenakshipuram era de 7846 habitantes, de los cuales 3954 eran hombres y 3892 eran mujeres. B. Meenakshipuram tiene una tasa media de alfabetización del 66,60%, inferior a la media estatal del 80,09%: la alfabetización masculina es del 77,51%, y la alfabetización femenina del 55,52%.